# Barbra Lica

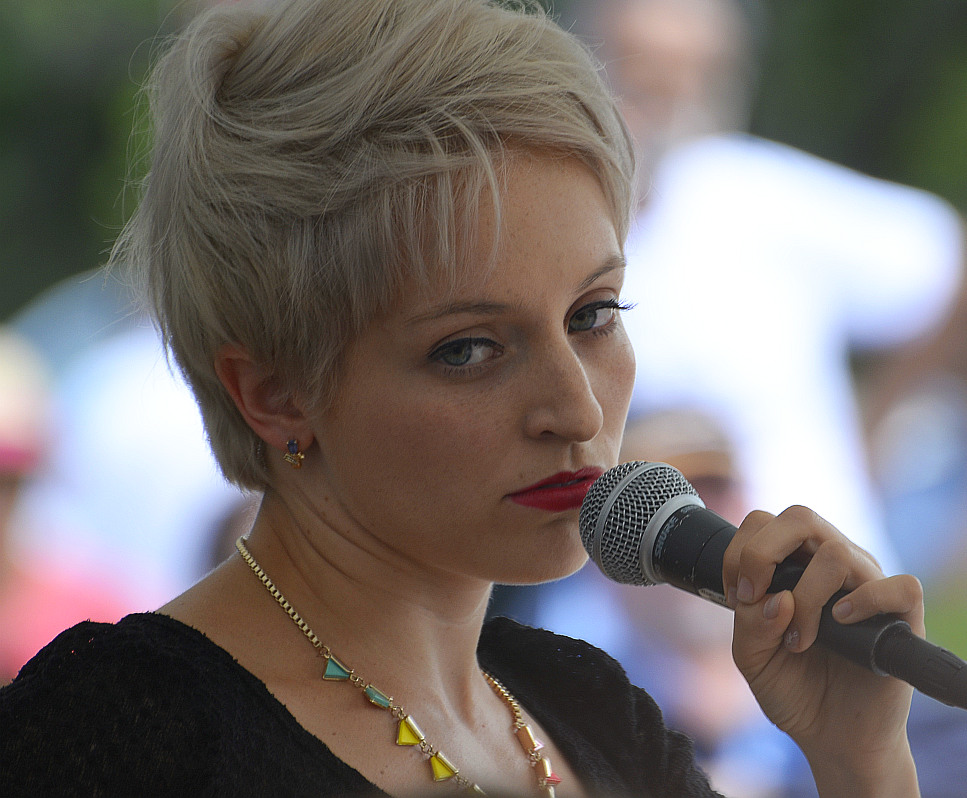
Barbra Lica (2014)

Barbra Lica (* 1988  in Toronto) ist eine kanadische Jazzsängerin und Songwriterin. 

## Leben und Wirken
Lica wuchs in einer musikalischen Familie in Toronto auf. Ihre Mutter ist eine professionelle rumänische Sängerin. Im Alter von sechs Jahren entdeckte sie die Jazz-LPs ihres Vaters. Als 16-Jährige wollte sie bei der Fernsehsendung Canadian Idol auftreten und sang I Can’t Give You Anything but Love. Nach ihrer Schulausbildung studierte sie Jazzgesang und Humanbiologie an der University of Toronto.
Bereits 2012 veröffentlichte Lica ihr Debütalbum That’s What I Do. CBC-Moderator Tim Tamashiro nannte sie eine der fünf besten Jazzsängerinnen Kanadas. Weitere Alben folgten und sie trat beim Festival International de Jazz de Montréal, Vancouver International Jazz Festival und Festival International de Jazz de Port-au-Prince auf. Zudem arbeitete sie mit Dave Young, Peter Appleyard, der Brian Barlow Big Band und im Duo mit Reg Schwager. Sie ist auch auf dem Album Songs von Paul Novotny und Joe Seal auf zu hören.
Lica war die Zweitplatzierte bei der Sarah Vaughan International Jazz Competition 2013.

## Diskographische Hinweise
- That’s What I Do (Triplet/Universal Jazz Japan, 2012)
- Kissing You (2015)
- Love Songs (2015) (Japan)
- Christmas Present
- Who Knows? (2016) (Japan)
- I'm Still Learning (Justin Time, 2016; nominiert für einen Juno Award)[4]
- You're Fine (Justin Time, 2018)
- Imposter Syndrome (2022)